# Scoglio Scruopolo
Lo scoglio Scruopolo è un'isola dell'Italia, in Campania.